# Yang Jeong-in
Dans ce nom coréen, le nom de famille, Yang, précède le nom personnel.
Vous pouvez aider à l'améliorer ou bien discuter des problèmes sur sa page de discussion.
- Il ne cite pas suffisamment ses sources. Vous pouvez indiquer les passages à sourcer avec {{référence nécessaire}} ou {{Référence souhaitée}}, et inclure les références utiles en les liant aux notes de bas de page. (Marqué depuis avril 2024)
- Son contenu est rédigé entièrement ou presque à partir d'une seule source. N'hésitez pas à modifier cet article pour améliorer sa vérifiabilité en apportant de nouvelles références dans des notes de bas de page. (Marqué depuis avril 2024)
- Certaines informations devraient être mieux reliées aux sources mentionnées dans la bibliographie ou les liens externes. Améliorez sa vérifiabilité en les associant par des références. (Marqué depuis avril 2024)

- Archive Wikiwix
- Bing
- Cairn
- DuckDuckGo
- E. Universalis
- Gallica
- Google
- G. Books
- G. News
- G. Scholar
- Persée
- Qwant
- (zh) Baidu
- (ru) Yandex
- (wd) trouver des œuvres sur Wikidata

Yang Jeong-in (hangeul: 양정인), né le 8 février 2001 à Busan et connu sous le nom de scène I.N (아이엔), est un chanteur, danseur et auteur-compositeur-interprète sud-coréen. Il est membre du groupe sud-coréen Stray kids.

## Biographie
Yang Jeong-in, né le 8 février 2001 à Busan, en Corée du Sud, dans une famille de trois garçons dont il est le cadet, est l'un des chanteurs principaux du boys band Stray Kids.  
Il fait également partie de la sous-unité VOCALRACHA avec Seungmin, qui comptait aussi initialement Woojin, un ex-membre. Comme le reste du groupe, il participe parfois directement à l'élaboration des chansons, notamment sur les titres de sa sous-unité depuis l'album IN LIFE.  
I.N souhaitait devenir chanteur depuis le lycée. En 2015, celui-ci participe à une audition de JYP Entertainment organisée à Busan, à la suite de laquelle il rejoint l'agence.
Le 22 août 2017, I.N participe à un showcase des stagiaires de JYP Entertainment en équipe avec les membres actuels de Stray Kids. Suite à leur bonne performance, tous sont sélectionnés pour débuter dans le prochain groupe masculin de l'agence. 
Le 13 octobre 2017, il participe l'émission de survie Stray Kids.
Le 26 mars 2018, il débute officiellement à l'âge de 17 ans au sein de Stray Kids sous le nom de I.N, avec le mini album I am NOT.
Depuis, il a sorti plusieurs covers dans le cadre de la série SKZ-RECORD.
Le 15 janvier 2021, il poste la chanson "Maknae On Top" avec Bang Chan et Changbin via la série SKZ-PLAYER.
Depuis janvier 2025, il est un des ambassadeurs officiels de Bottega Veneta